# Франц, Макс
Макс Франц (нем. Max Franz; 1 сентября 1989) — австрийский горнолыжник, бронзовый призёр чемпионата мира 2017 года в скоростном спуске, участник трёх Олимпийских игр (2014, 2018, 2022). Специализируется в скоростных дисциплинах.

## Карьера

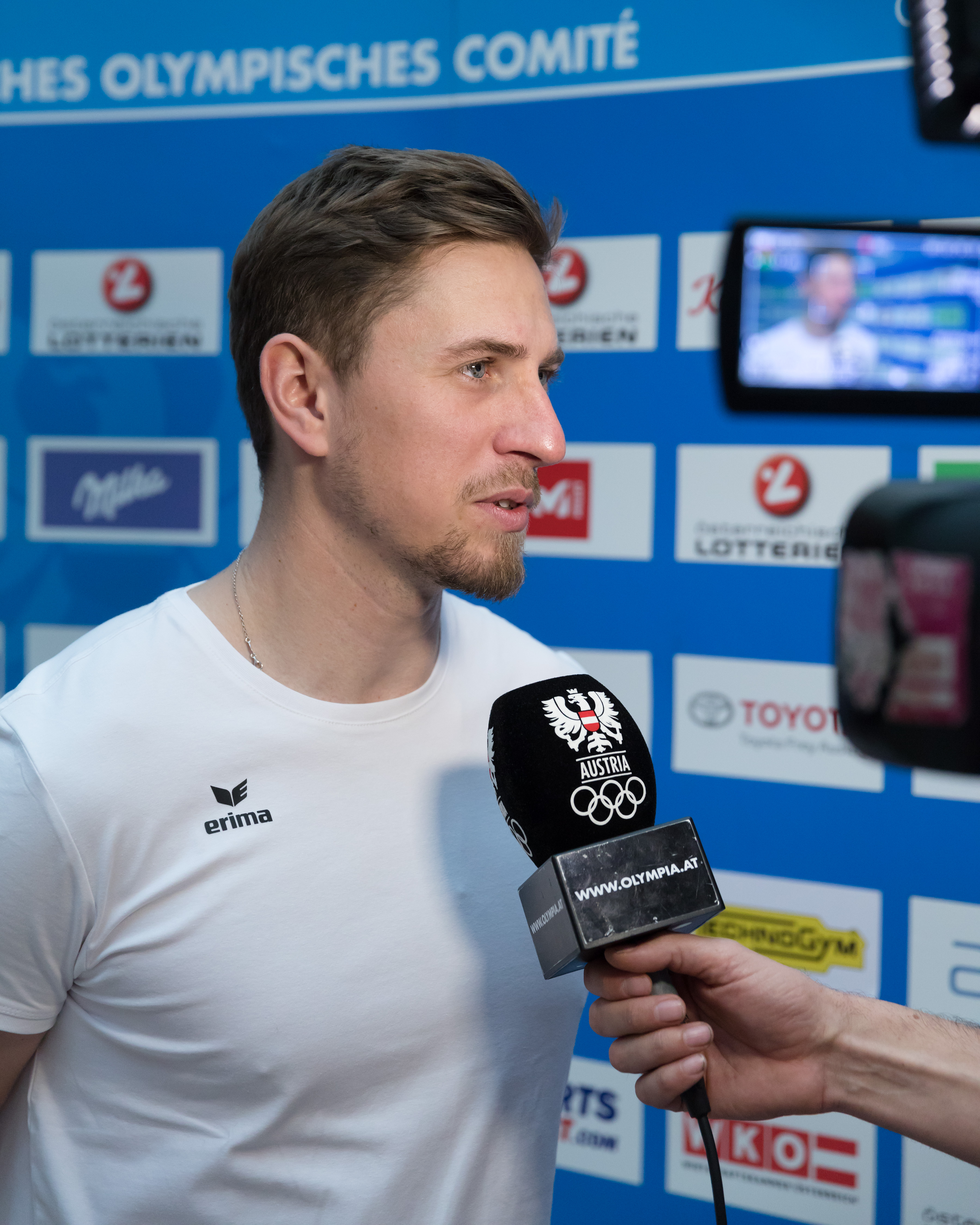
2018 год

На международной арене Макс Франц начал выступать в 2004 года, в 2009 году в составе австрийской сборной выступал на юниорском чемпионате мира в Гармиш-Партенкирхене, где занял 7-е место в скоростном спуске.
В Кубке мира дебютировал 28 ноября 2009 года в Лейк-Луизе, где показал 59-е место в скоростном спуске. Спустя два года, на том же этапе показал 25-й результат и набрал первые очки в зачёте Кубка мира. Ещё через год, вновь в Лейк-Луизе, поднялся на второе место в скоростном спуске, завоевав первый в карьере кубковый подиум. В 2013 году попал в состав сборной на домашний чемпионат мира в Шладминге, но показал там лишь 23-е место в скоростном спуске.
В 2014 году дебютировал на Олимпийских играх. В Сочи Франц выступал в трёх видах горнолыжной программы. В скоростном спуске австриец показал девятое время, в супергиганте был шестым. В непрофильной для себя комбинации Франц был пятым после скоростного спуска, но не справился со слаломной трассой и сошёл во второй попытке.
17 декабря 2016 года австриец одержал свою первую победу в карьере, выиграв скоростной спуск на этапе в итальянской Валь-Гардене, что позволило ему попасть на чемпионат мира в Санкт-Морице. Там он был 13-м в супергиганте, зато в скоростном спуске показал третье время и завоевал бронзовую медаль.
На второй в карьере Олимпиаде 2018 года Макс Франц выступал только в скоростных видах и оба раза не попал в десятку лучших. Скоростной спуск он завершил 11-м, а в супергиганте показал 17-е время.
На Олимпийских играх 2022 года занял 9-е место в скоростном спуске и не сумел финишировать в супергиганте.
13 ноября 2022 года получил тяжёлые травмы после падения на тренировке в американском Коппер-Маунтине, у Франца были диагностированы переломы обеих ног. Он был вынужден полностью пропустить сезон 2022/23.

## Результаты на крупнейших соревнованиях

### Зимние Олимпийские игры
| Олимпийские игры | Скоростной спуск | Супергигант | Гигантский слалом | Слалом | Комбинация | Команды |
| ---------------- | ---------------- | ----------- | ----------------- | ------ | ---------- | ------- |
| 2014 Coчи        | 9                | 6           | —                 | —      | DNF SL     | н/д     |
| 2018 Пхёнчхан    | 11               | 17          | —                 | —      | —          | —       |
| 2022 Пекин       | 9                | DNF         | —                 | —      | —          | —       |

### Чемпионаты мира
| Чемпионат мира         | Скоростной спуск | Супергигант | Гигантский слалом | Слалом      | Комбинация  | Команды     | Паралл. гигантский слалом |
| ---------------------- | ---------------- | ----------- | ----------------- | ----------- | ----------- | ----------- | ------------------------- |
| 2013 Шладминг          | 23               | —           | —                 | —           | —           | —           | н/д                       |
| 2015 Вейл/Бивер-Крик   | 19               | —           | —                 | —           | —           | —           | н/д                       |
| 2017 Санкт-Мориц       | 3                | 13          | —                 | —           | —           | —           | н/д                       |
| 2019 Оре               | не выступал      | не выступал | не выступал       | не выступал | не выступал | не выступал | не выступал               |
| 2021 Кортина-д’Ампеццо | 13               | DNF         | —                 | —           | —           | —           | —                         |

### Победы на этапах Кубка мира
| № | Сезон   | Дата        | Место        | Дисциплина           |
| - | ------- | ----------- | ------------ | -------------------- |
| 1 | 2016/17 | 17 дек 2016 | Валь-Гардена | Скоростной спуск     |
| 2 | 2018/19 | 24 ноя 2018 | Лейк-Луиз    | Скоростной спуск (2) |
| 3 | 2018/19 | 1 дек 2018  | Бивер-Крик   | Супергигант          |